# Pyrenopsis grumulifera
Pyrenopsis grumulifera är en lavart som beskrevs av Nyl. Pyrenopsis grumulifera ingår i släktet Pyrenopsis och familjen Lichinaceae.  Arten är reproducerande i Sverige. Inga underarter finns listade i Catalogue of Life.